# Saison 2018-2019 du Club athlétique Brive Corrèze Limousin
Cette page présente la saison 2018-2019 du Club athlétique Brive Corrèze Limousin en Pro D2.

## La saison

### Pré-saison

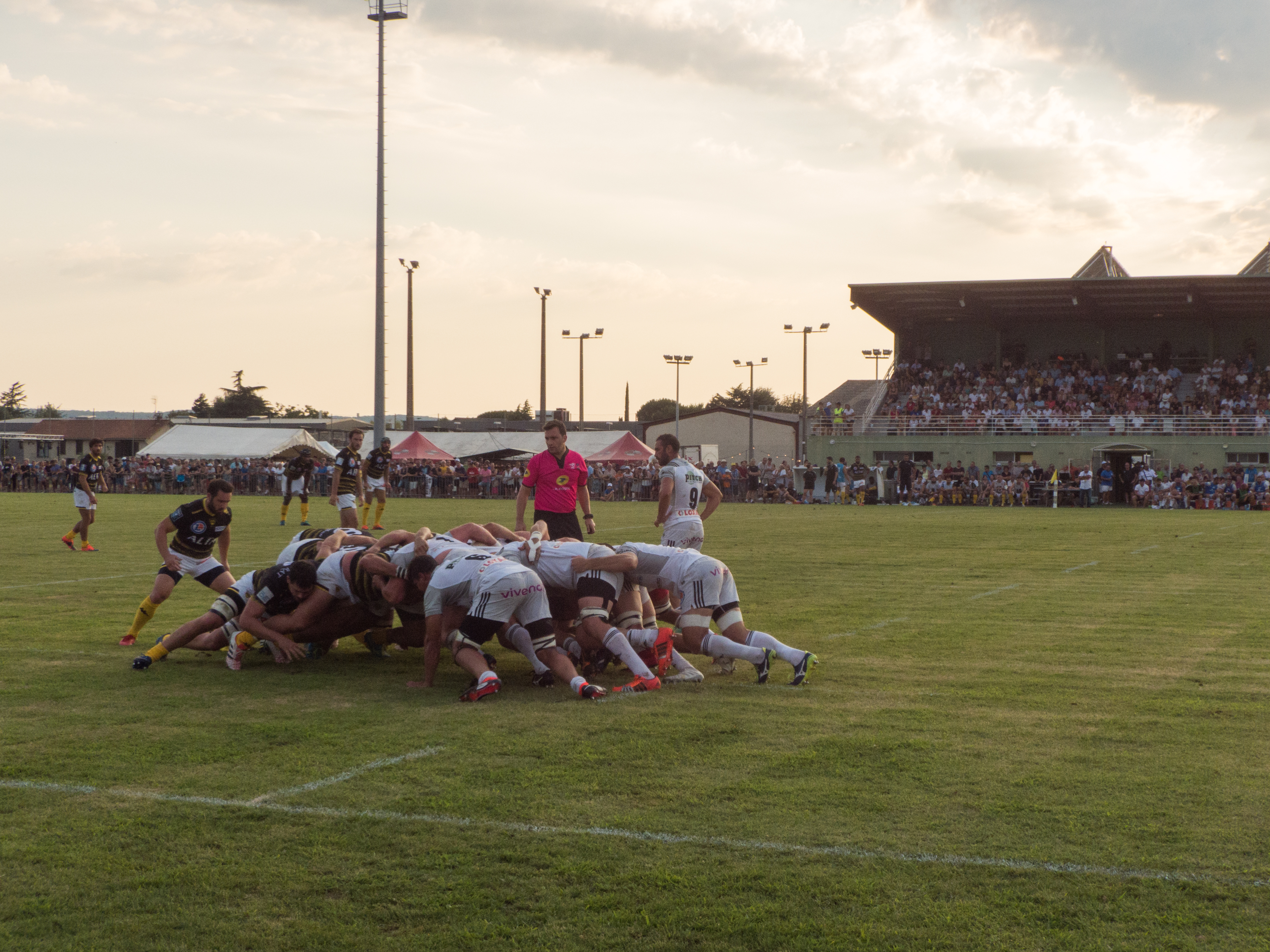
Le CA Brive joue son premier match amical à Biars-sur-Cère contre le Stade montois.

Courant juin, une augmentation de capital est annoncée. Le 11 juillet, le président Simon Gillham confirme l'arrivée, comme nouveau sponsor principal, du groupe Vivendi. Déjà membre du Premium club depuis plusieurs années, le groupe français spécialisé dans les médias et la communication entre officiellement au capital du CAB. Il devrait investir 600 000 euros au capital de Brive SAS rugby ainsi que 1 million d’euros en sponsoring. Le budget du club pour la temporada s'élève à 12 millions d'euros. En interne, le CABCL procède à des changements dans son organigramme. Xavier Ric deviendra directeur général à partir du 1er octobre, tout en restant vice-président. Il prendra la place de Jean-Pierre Bourliataud, nommé pour sa part vice-président chargé des finances et du développement des infrastructures. Dans ce domaine des infrastructures, le club prévoit de lancer deux chantiers courant 2019.
Pour ce qui est du volet sportif, les joueurs du CA Brive retrouvent le chemin de l'entraînement le 18 juin. Contrairement aux saisons précédentes, le stage de pré-saison ne s'effectue pas à Bugeat, mais dans les Pyrénées, à Saint-Lary-Soulan. Celui-ci s'étire du 29 juin au 6 juillet. Le club dispute deux matchs amicaux, l'un le 3 août (à Biars-sur-Cère) face au Stade montois, qu'il retrouvera en championnat pour la première fois depuis dix saisons, l'autre le 11 août contre les Irlandais du Connacht Rugby, sur la pelouse de Pompadour. Ces deux confrontations se concluent chacune par une défaite, respectivement 0-14 et 24-33.

### Récit de la saison sportive

#### Août 2018
Les Brivistes retrouvent le Championnat de Pro D2 le 18 août avec un déplacement au stade Jean Dauger face à l'Aviron le 18 août. C'est par une défaite 30-17 que s'effectuent ces retrouvailles, marquées par une minute d'applaudissements en la mémoire du jeune joueur du Stade aurillacois Louis Fajfrowski, décédé quelques jours plus tôt lors d'un match amical. La semaine suivante, les hommes de Jérémy Davidson jouent et remportent leur premier match à domicile, devant Colomiers (27-17). Les Blanc et Noir retournent au Pays basque, pour y affronter le Biarritz olympique, en ouverture de la 3e journée. Dans un match à rebondissements, où chaque équipe marque trois essais, Brive ramène les deux points du match nul (33-33) après avoir toutefois eu l'occasion de tenter le drop de la victoire après la sirène...

#### Septembre 2018
En conclusion du premier bloc, le CA Brive reçoit le 9 septembre l'AS Béziers. Les hommes de Davidson s'imposent 27-6 contre le nouveau club de Benjamin Lapeyre, mais sans décrocher le point de bonus offensif. Deux semaines plus tard, le CABCL effectue un déplacement inédit, au stade de la Rabine, l'antre du RC Vannes. Pour son tout premier match de Championnat disputé en Bretagne, le club corrézien arrache un succès 11-9 malgré une pâle prestation pendant une heure. Stuart Olding inscrit néanmoins l'essai de la victoire, puis les siens parviennent au bout du suspense à conserver l'avantage. Ensuite, les Corréziens remportent leur derby contre les Cantaliens du Stade Aurillacois, sur le sore de 36-14, pour leur premier bonus offensif de la saison. Archidominés dans le premier acte, les Auvergnats se rebiffent dans le second, inscrivant deux essais. Deux jours avant ce moment fort de la saison, le troisième ligne Petrus Hauman (également ex-joueur d'Aurillac) met un terme anticipé à sa carrière de rugbyman pour des raisons médicales.

#### Octobre 2018
Le second bloc de la Pro D2 se poursuit le 7 octobre avec la réception de Soyaux Angoulême. Lors de cette rencontre, les Corréziens perdent prématurément leur ouvreur vedette Stuart Olding sur carton rouge. Malgré cela, Brive livre un match plein et abouti et l'emporte 31-18, remontant ainsi à la deuxième place. La semaine suivante, le CA Brive concède son deuxième échec de la saison sur la pelouse de la lanterne rouge Massy, 30-19. Au terme du second bloc, les Brivistes occupent la 5e place au classement général. Le jeune pilier Demba Bamba, champion du monde des moins de 20 ans, est alors convoqué par Jacques Brunel dans le XV de France pour les tests de novembre, un fait rarissime pour un joueur de Pro D2.
Après une nouvelle trêve, les Corréziens battent l'US Montauban 15-3 en ouverture la 9e journée. C'est un match sans essais et entrecoupé d'énormément de maladresses de part et d'autre. Pour l'occasion, c'est le retour d'Amédée Domenech sur le stade qui porte le nom de son grand-père, et sur lequel il a commencé sa carrière. 

#### Novembre 2018
Les Blanc et Noir décrochent une sixième victoire à domicile (31-13) lors de la journée suivante contre le leader Nevers. Cela leur permet de prendre la tête du Championnat au détriment de leur adversaire du soir, que le CA Brive avait rencontré une seule fois dans son histoire, lors la saison 1956-1957. Le 8 novembre, les Cabistes ramènent un point de bonus défensif assez miraculeux (19-14) du Stade Albert-Domec de Carcassonne. Des Audois bien plus volontaires distancent très rapidement le CAB qui ne parvient à refaire surface qu'en fin de partie. Dix jours plus tard, les Brivistes récupèrent la tête du classement après une courte victoire à domicile (21-20) aux dépens de l'US Oyonnax. Dominateurs dans le premier acte, les partenaires de Said Hireche peinent ensuite et c'est sur une note laborieuse qu'ils gagnent. Il y a ensuite une nouvelle trêve, pendant laquelle Demba Bamba connaît le bonheur de sa première sélection le 24 novembre face aux Fidji. Entré en jeu à la place de Rabah Slimani, le jeune Francilien ne peut empêcher une humiliante et historique défaite (14-21) des Tricolores. Le CA Brive est à l'honneur ce soir-là, puisque le capitaine des Fidjiens n'était autre que Dominiko Waqaniburotu. A la reprise, le CABCL s'incline 19-14 face au Stade montois, sur sa pelouse de Guy-Boniface, pour le début de la 13e journée. Le score et le déroulement de la rencontre sont identiques à ceux du dernier déplacement à Carcassonne. C'est cette fois Galala qui permet aux Blanc et Noir de ramener un bonus défensif en Corrèze.

#### Décembre 2018
Le CA Brive voyage à nouveau lors de la journée suivante et c'est un troisième bonus défensif qu'il récolte, à Aix-en-Provence (22-20). Lors de la dernière journée de la phase aller, il remporte un large succès face à l'US bressane 52-14. C'est la première fois depuis 2011 que le CABCL atteint la barre des 50 unités en Championnat. Ensuite, lors de son dernier match de l'année civile 2018, un déplacement chez l'US Colomiers, c'est une nouvelle défaite avec bonus que récolte la formation corrézienne (9-6). Au terme de ce quatrième bloc, le CA Brive occupe la 4e place au classement général et possède 44 points.

#### Janvier 2019
Profitant d'une trêve de Noël pour la première fois depuis sa dernière remontée, le CA Brive reprend la compétition le 11 janvier face au Biarritz olympique, quelques jours après le décès d'un de ses plus glorieux entraîneurs, Roger Bastié, et la convocation de Bamba dans la liste de Jacques Brunel pour le Tournoi des Six Nations 2019. Le CAB réussit à accrocher un succès 36-26 au terme d'une partie incroyable. Les Brivistes mènent en effet au score tout au long de la partie, mais écopent d'un carton rouge dès la 14e minute. Cette infériorité numérique ne les empêchera toutefois pas de s'imposer malgré, ironie du sort, la sortie sur blessure du buteur Thomas Laranjeira. En souffrance dans les dernières minutes, les Cabistes réussissent à rééditer le scénario de la victoire face aux Angoumoisiens. La journée suivante, les Corréziens se déplacent chez ces mêmes Charentais et les battent à nouveau, avec autorité (23-11). Les coéquipiers de Saïd Hireche ne ramènent en revanche aucun point de leur deuxième déplacement de suite, à Béziers, battus 29-20. Au terme du 5e bloc de matchs, le CAB pointe à la 4e place, huit points derrière le leader, Nevers.

#### Février 2019
Le 6e bloc débute à l'occasion de la 20e journée, lors de laquelle les Blanc et Noir corrigent le RC Massy 37-13 à Amédée-Domenech. La semaine suivante, ils s'inclinent de justesse devant les Montalbanais (28-26) dans leur cuvette du stade Sapiac, ce qui les bloque à la 4e place. Le 22 février, le CA Brive écrase le RC Vannes (61-14), avec neuf essais inscrits. Cela constitue le plus large succès briviste en Championnat depuis janvier 2003, seize saisons auparavant. Lors de cette rencontre, il enregistre le retour du pilier Géorgien Karlen Asieshvili de retour après une longue blessure. Accrochés en première période, surtout en mêlée fermée, les hommes de Davidson sont en revanche irrésistibles et sans pitié durant la seconde.

#### Mars 2019
Les Corréziens concèdent le 1er mars une nouvelle défaite bonifiée, au stade Marcel-Verchère, le fief de l'US Bressane (31-27). Celle-ci est d'autant plus rageante pour les Brivistes que ceux-ci se font dépasser au score dans les derniers instants de la partie, comme à Montauban. En conséquence, Brive achève le bloc à la 4e place, cinq longueurs derrière les leaders neversois et bayonnais. Quelques jours après cet accroc, le club décide d'effectuer un mini-stage à Bugeat, sur les hauteurs corréziennes. Lors du nouveau bloc, deux semaines plus tard, le CAB confirme son invincibilité au Stadium : les joueurs de Provence rugby repartent corrigés 45-14 de la cité gaillarde. Ensuite, les partenaires de Thomas Laranjeira accomplissent un match référence en s'imposant à Nevers, concurrent direct dans la course aux deux premières places, 31-28. Pour sa première visite au Stade du Pré Fleuri, le CABCL domine des Nivernais qui étaient invaincus depuis plus d'un an dans leur stade. Il confirme sa bonne dynamique en battant le Stade montois (29-27) le 31 mars. Cette victoire est toutefois laborieuse pour le CAB. Après s'être envolé au score dans la première demi-heure et se diriger vers un succès bonifié, le quinze de Jeremy Davidson voit les Landais inscrire trois essais dans les dernières minutes et échouer à deux unités. Avec ce résultat, le CA Brive ravit la deuxième place aux Bayonnais.

#### Avril 2019
Le club briviste s'incline le 5 avril sur la pelouse du stade Jean-Alric (14-11) lors de la manche retour du derby contre Aurillac. Il remporte un nouveau succès bonifié à Amédée Domenech (le sixième de la saison) une semaine plus tard, devant l'US Carcassonne (54-17). Victor Lebas et Félix Le Bourhis signent chacun un doublé. Avec ce succès, et à deux journées du terme de la phase régulière, le CAB est co-leader avec Oyonnax et compte six points d'avance sur Bayonne. Lors de ces deux journées, le club corrézien affronte ces deux équipes. Il parvient à s'imposer sur la pelouse d'Oyonnax le 25 avril (22-10), faisant un grand pas vers la qualification directe en demi-finales. Sous une pluie battante et incessante, les Blanc et Noir virent en tête à la pause avant de planter un essai en contre conclu par Samuel Marques. Les Oyomen malgré tous leurs efforts ne s'en remettront pas.

#### Mai 2019
Le CABCL domine ensuite les Bayonnais le 5 mai (20-18), dans une rencontre à l'avant-goût de phases finales. Ce succès permet aux Brivistes d'assurer leur première place de la phase régulière ainsi que leur qualification directe. Le quinze de Jeremy Davidson reçoit lors de sa demi-finale, le 19 mai, le RC Vannes, large vainqueur en barrage du Stade montois,. 
Le club breton, présent pour la première fois de son histoire à ce niveau, résiste une mi-temps aux locaux avant de céder sur le score de 40 à 20, avec quatre essais signés Voisin, Giorgadze, Scholes et Galala. 
Les Blanc et Noir retrouvent en finale au Stade du Hameau, à Pau, une vieille connaissance, l'Aviron bayonnais. Pour cette finale, Demba Bamba, victime d'une hernie cervicale, doit déclarer forfait. Tout en ayant marqué le seul essai du match, l'indiscipline des joueurs brivistes offre la victoire à l'Aviron bayonnais (19-21). Les Corréziens gardent cependant une chance d'accéder à l'élite, avec le match de barrage qui oppose le finaliste malheureux et le 13e du Top 14.

#### Juin 2019
Le dimanche 2 juin, c'est le FC Grenoble qui se présente à Amédée-Domenech pour le 33e et dernier match de la saison. Les Isérois possèdent dans leur effectif l'ancien artilleur vedette de Brive Gaëtan Germain. La rencontre se déroule sous une chaleur accamblante en température, dans un stade en fusion. D'emblée, le CAB est en difficultés, Germain donne l'avantage à ses couleurs 6-0. Les hommes de Davidson réagissent en marquant deux essais, un de pénalité puis par Franck Romanet. A la pause, ils mènent 14-12. Les Coujoux vont définitivement poser la main sur le match en seconde période, avec un troisième essai signé Marques (pour sa dernière sortie briviste) qui fait le break à 21-12. Germain passe un 5e but à la 65e minute, relançant le suspense. Onze minutes plus tard, alors que la pression est à son paroxysme, c'est le troisième ligne Giorgadze qui plante l'essai donnant treize points d'avance au CABCL. La belle réaction grenobloise avec l'essai de Guillemin est anecdotique. Le club briviste gagne le match d'accession sur le score de 28-22. Il est promu en Top 14 pour la saison 2019-2020, après une seule saison à l'étage inférieur. Cette remontée est immédiatement célébrée par les fans brivistes.

## Joueurs et encadrement

### Dirigeants
- Simon Gillham, président
- Jean-Jacques Bertrand,  Christian Terrassoux,  Jean-Luc Joinel,  Jacky Lintignat et  Jean-Pierre Bourliataud (à partir du 1er octobre), vice-présidents
- Jean-Pierre Bourliataud, Directeur Général, puis à partir du 1er octobre,  Xavier Ric

### Staff technique
- Jeremy Davidson, entraineur en chef
- Didier Casadeï, entraîneur des avants
- Jean-Baptiste Péjoine, entraîneur des arrières, assisté de  Sébastien Bonnet

### Effectif 2018-2019
| Nom                   | Poste            | Naissance         | Nationalité sportive | International | Dernier club          | Arrivée au club (année) |
| --------------------- | ---------------- | ----------------- | -------------------- | ------------- | --------------------- | ----------------------- |
| Thomas Acquier        | Talonneur        | 21 novembre 1989  | France               | -             | US Carcassonne        | 2014                    |
| François Da Ros       | Talonneur        | 29 septembre 1983 | France               | -             | Aviron bayonnais      | 2012                    |
| Loïck Jammes          | Talonneur        | 10 novembre 1994  | France               | -             | SU Agen               | 2018                    |
| Louis Martin          | Talonneur        | 26 février 1996   | France               | -             | Formé au club         | 2016                    |
| Karlen Asieshvili     | Pilier           | 21 avril 1987     | Géorgie              | 31 (20)       | Stade Aurillacois     | 2013                    |
| Demba Bamba           | Pilier           | 17 mars 1998      | France               | -             | Formé au club         | 2017                    |
| Soso Bekoshvili       | Pilier           | 3 novembre 1993   | Géorgie              | 11 (0)        | SO Chambéry           | 2016                    |
| Simon-Pierre Chauvac  | Pilier           | 23 mars 1998      | France               | -             | Formé au club         | 2017                    |
| Vivien Devisme        | Pilier           | 23 mars 1992      | France               | -             | Soyaux Angoulême      | 2016                    |
| Luka Goginava         | Pilier           | 4 octobre 1996    | Géorgie              | -             | Racing 92             | 2018                    |
| James Johnston        | Pilier           | 6 mars 1986       | Samoa                | 17 (5)        | Worcester Warriors    | 2017                    |
| Cody Thomas           | Pilier           | 1er mars 1996     | Afrique du Sud       | -             | Montpellier HR        | 2018                    |
| Richard Fourcade      | Deuxième ligne   | 4 avril 1993      | France               | -             | Stade aurillacois     | 2018                    |
| Damien Lagrange       | Deuxième ligne   | 4 juillet 1987    | France               | -             | Stade rochelais       | 2017                    |
| Victor Lebas          | Deuxième ligne   | 9 juin 1993       | France               | -             | Soyaux Angoulême      | 2018                    |
| Peet Marais           | Deuxième ligne   | 31 octobre 1990   | Afrique du Sud       | -             | Sharks                | 2014                    |
| Johan Snyman          | Deuxième ligne   | 9 juillet 1986    | Afrique du Sud       | -             | Scarlets              | 2015                    |
| Jan Uys               | Deuxième ligne   | 3 janvier 1994    | Afrique du Sud       | -             | Section paloise       | 2016                    |
| Steevy Cerqueira      | Troisième ligne  | 9 août 1993       | France               | -             | Stade français        | 2018                    |
| So'otala Fa'aso'o     | Troisième ligne  | 2 octobre 1994    | Samoa                | -             | Racing 92             | 2018                    |
| Otar Giorgadze        | Troisième ligne  | 2 mars 1996       | Géorgie              | 13 (10)       | ASM Clermont Auvergne | 2018                    |
| Saïd Hireche          | Troisième ligne  | 27 mai 1985       | Algérie              | 1 (0)         | Stade aurillacois     | 2012                    |
| Retief Marais         | Troisième ligne  | 20 juillet 1995   | Afrique du Sud       | -             | Formé au club         | 2017                    |
| Peniami Narisia       | Troisième ligne  | 10 juin 1997      | France               | -             | Formé au club         | 2018                    |
| Matthieu Voisin       | Troisième ligne  | 16 mai 1996       | France               | -             | Racing 92             | 2018                    |
| Irakli Tskhadadze     | Troisième ligne  | 1er août 1996     | Géorgie              | -             | Union Bordeaux Bègles | 2018                    |
| Dominiko Waqaniburotu | Troisième ligne  | 20 avril 1986     | Fidji                | 38 (5)        | Chiefs                | 2012                    |
| David Delarue         | Demi de mêlée    | 27 octobre 1996   | France               | -             | Formé au club         | 2015                    |
| Vasil Lobzhanidze     | Demi de mêlée    | 14 octobre 1996   | Géorgie              | 34 (30)       | Rugby Club Armazi     | 2016                    |
| Samuel Marques        | Demi de mêlée    | 8 décembre 1988   | Portugal             | 4 (12)        | Stade toulousain      | 2017                    |
| Enzo Hervé            | Demi d'ouverture | 13 octobre 1998   | France               | -             | Formé au club         | 2017                    |
| Stuart Olding         | Demi d'ouverture | 11 mars 1993      | Irlande              | 4 (5)         | Ulster Rugby          | 2018                    |
| Matthieu Ugalde       | Demi d'ouverture | 10 juin 1992      | France               | -             | Aviron bayonnais      | 2015                    |
| Sevanaia Galala       | 3/4 centre       | 29 janvier 1993   | Fidji                | 2 (0)         | Formé au club         | 2011                    |
| Félix Le Bourhis      | 3/4 centre       | 7 avril 1988      | France               | 1 (0)         | Aviron bayonnais      | 2017                    |
| Arnaud Mignardi       | 3/4 centre       | 1er novembre 1986 | France               | 2 (0)         | Biarritz olympique    | 2011                    |
| Benjamin Petre        | 3/4 centre       | 4 janvier 1990    | France               | -             | SU Agen               | 2015                    |
| Alban Ramette         | 3/4 centre       | 7 octobre 1998    | France               | -             | Formé au club         | 2018                    |
| Ken Bikadua           | 3/4 aile         | 13 janvier 1997   | France               | -             | Formé au club         | 2018                    |
| Nadir Megdoud         | 3/4 aile         | 26 mars 1997      | Algérie              | -             | Formé au club         | 2017                    |
| Axel Müller           | 3/4 aile         | 25 novembre 1993  | Argentine            | 1 (0)         | US Oyonnax            | 2018                    |
| Guillaume Namy        | 3/4 aile         | 3 avril 1989      | France               | -             | Formé au club         | 2008                    |
| Franck Romanet        | 3/4 aile         | 2 mai 1986        | France               | -             | Lyon OU               | 2017                    |
| Rory Scholes          | 3/4 aile         | 24 avril 1993     | Irlande              | -             | Ulster Rugby          | 2018                    |
| Joris Jurand          | Arrière          | 11 novembre 1995  | France               | -             | Montpellier HR        | 2018                    |
| Thomas Laranjeira     | Arrière          | 5 mai 1992        | France               | -             | Formé au club         | 2012                    |
| Pecele Nacebe         | Arrière          | 27 septembre 1995 | Fidji                | -             | Union Bordeaux Bègles | 2018                    |

## Calendrier et résultats
| Date du match     | Domicile            | Extérieur           | Score | Lieu du match                     | Catégorie             | Classement              | Diffuseur                                     |
| ----------------- | ------------------- | ------------------- | ----- | --------------------------------- | --------------------- | ----------------------- | --------------------------------------------- |
| 3 août 2018       | CA Brive            | Stade montois       | 0-14  | Stade municipal de Biars-sur-Cère | Amical                | -                       | -                                             |
| 11 août 2018      | CA Brive            | Connacht Rugby      | 24-33 | Pompadour                         | Amical                | -                       | -                                             |
| 18 août 2018      | Aviron bayonnais    | CA Brive            | 30-17 | Stade Jean-Dauger                 | 1re journée de Pro D2 | 15                      | Canal+ Sport                                  |
| 24 août 2018      | CA Brive            | US Colomiers        | 27-17 | Stade Amédée-Domenech             | 2e journée de Pro D2  | 10                      | Eurosport player                              |
| 30 août 2018      | Biarritz olympique  | CA Brive            | 33-33 | Parc des sports d'Aguiléra        | 3e journée de Pro D2  | 13                      | Canal+ Sport                                  |
| 9 septembre 2018  | CA Brive            | AS Béziers          | 27-6  | Stade Amédée Domenech             | 4e journée de Pro D2  | 9                       | France 3, Eurosport 2                         |
| 20 septembre 2018 | RC Vannes           | CA Brive            | 9-11  | Stade de la Rabine                | 5e journée de Pro D2  | 6                       | Canal+ Sport                                  |
| 28 septembre 2018 | CA Brive            | Stade aurillacois   | 36-14 | Stade Amédée Domenech             | 6e journée de Pro D2  | 4                       | Eurosport player                              |
| 7 octobre 2018    | CA Brive            | Soyaux Angoulême XV | 31-18 | Stade Amédée Domenech             | 7e journée de Pro D2  | 2                       | Eurosport 2                                   |
| 12 octobre 2018   | RC Massy            | CA Brive            | 30-19 | Stade Jules-Ladoumègue            | 8e journée de Pro D2  | 5                       | Eurosport Player                              |
| 25 octobre 2018   | CA Brive            | US Montauban        | 15-3  | Stade Amédée Domenech             | 9e journée de Pro D2  | 2                       | Canal+ Sport                                  |
| 2 novembre 2018   | CA Brive            | USO Nevers          | 31-13 | Stade Amédée Domenech             | 10e journée de Pro D2 | 1                       | Eurosport Player                              |
| 8 novembre 2018   | US Carcassonne      | CA Brive            | 19-14 | Stade Albert-Domec                | 11e journée de Pro D2 | 4                       | Canal+ Sport                                  |
| 18 novembre 2018  | CA Brive            | US Oyonnax          | 21-20 | Stade Amédée Domenech             | 12e journée de Pro D2 | 1                       | France 3, Eurosport 2                         |
| 29 novembre 2018  | Stade montois       | CA Brive            | 19-14 | Stade Guy-Boniface                | 13e journée de Pro D2 | 4                       | Canal+ Sport                                  |
| 6 décembre 2018   | Provence rugby      | CA Brive            | 22-20 | Stade Maurice-David               | 14e journée de Pro D2 | 5                       | Canal+ Sport                                  |
| 14 décembre 2018  | CA Brive            | US bressane         | 52-14 | Stade Amédée Domenech             | 15e journée de Pro D2 | 4                       | Eurosport player                              |
| 21 décembre 2018  | US Colomiers        | CA Brive            | 9-6   | Stade Michel-Bendichou            | 16e journée de Pro D2 | 4                       | Eurosport 2                                   |
| 10 janvier 2019   | CA Brive            | Biarritz olympique  | 36-26 | Stade Amédée Domenech             | 17e journée de Pro D2 | 5                       | Canal+ Sport                                  |
| 20 janvier 2019   | Soyaux Angoulême XV | CA Brive            | 11-23 | Stade Chanzy                      | 18e journée de Pro D2 | 4                       | Eurosport 2                                   |
| 25 janvier 2019   | AS Béziers          | CA Brive            | 29-20 | Stade de la Méditerranée          | 19e journée de Pro D2 | 4                       | Eurosport 2                                   |
| 8 février 2019    | CA Brive            | RC Massy            | 37-13 | Stade Amédée Domenech             | 20e journée de Pro D2 | 4                       | Eurosport player                              |
| 17 février 2019   | US Montauban        | CA Brive            | 28-26 | Stade Sapiac                      | 21e journée de Pro D2 | 4                       | Eurosport 2 et France 3 Régions               |
| 22 février 2019   | CA Brive            | RC Vannes           | 61-14 | Stade Amédée Domenech             | 22e journée de Pro D2 | 4                       | Eurosport 2                                   |
| 1er mars 2019     | US bressane         | CA Brive            | 31-27 | Stade Marcel-Verchère             | 23e journée de Pro D2 | 4                       | Eurosport player                              |
| 15 mars 2019      | CA Brive            | Provence rugby      | 45-14 | Stade Amédée Domenech             | 24e journée de Pro D2 | 4                       | Eurosport 2                                   |
| 21 mars 2019      | USO Nevers          | CA Brive            | 28-31 | Stade du Pré Fleuri               | 25e journée de Pro D2 | 3                       | Canal+ Sport                                  |
| 31 mars 2019      | CA Brive            | Stade montois       | 29-27 | Stade Amédée Domenech             | 26e journée de Pro D2 | 2                       | Eurosport 2                                   |
| 5 avril 2019      | Stade aurillacois   | CA Brive            | 14-11 | Stade Jean-Alric                  | 27e journée de Pro D2 | 2                       | Eurosport player                              |
| 12 avril 2019     | CA Brive            | US Carcassonne      | 54-17 | Stade Amédée Domenech             | 28e journée de Pro D2 | 1                       | Eurosport player                              |
| 25 avril 2019     | US Oyonnax          | CA Brive            | 10-22 | Stade Charles-Mathon              | 29e journée de Pro D2 | 1                       | Canal+ Sport                                  |
| 5 mai 2019        | CA Brive            | Aviron bayonnais    | 20-18 | Stade Amédée Domenech             | 30e journée de Pro D2 | 1                       | Canal+ Sport                                  |
| 19 mai 2019       | CA Brive            | RC Vannes           | 40-20 | Stade Amédée Domenech             | Demi-finale de Pro D2 | Qualifié                | Eurosport 2 et France 3 Régions               |
| 26 mai 2019       | CA Brive            | Aviron bayonnais    | 19-21 | Stade du Hameau à Pau             | Finale de Pro D2      | Vice-champion de France | Canal+ Sport, Eurosport 2 et France 3 Régions |
| 2 juin 2019       | CA Brive            | FC Grenoble         | 28-22 | Stade Amédée Domenech             | Barrage Top 14        | Montée en Top 14        | Canal+ et Eurosport 2                         |

## Détails des matchs

### Tableau final
|  | Barrages                                            | Barrages                                            |                                                        |                                                        | Demi-finales                                                       | Demi-finales                                                       |  |  | Finale                                       | Finale                                       |
|  | Barrages                                            | Barrages                                            |                                                        |                                                        | Demi-finales                                                       | Demi-finales                                                       |  |  | Finale                                       | Finale                                       |
|  |                                                     |                                                     |                                                        |                                                        |                                                                    |                                                                    |  |  |                                              |                                              |
|  | 12 mai 2019 à 14 h 15 au stade de la Rabine, Vannes | 12 mai 2019 à 14 h 15 au stade de la Rabine, Vannes |                                                        |                                                        | 19 mai 2018 à 14 h 15 au stade Amédée-Domenech, Brive-la-Gaillarde | 19 mai 2018 à 14 h 15 au stade Amédée-Domenech, Brive-la-Gaillarde |  |  | 26 mai 2019 à 14 h 0 au stade du Hameau, Pau | 26 mai 2019 à 14 h 0 au stade du Hameau, Pau |
|  | 12 mai 2019 à 14 h 15 au stade de la Rabine, Vannes | 12 mai 2019 à 14 h 15 au stade de la Rabine, Vannes |                                                        |                                                        | 19 mai 2018 à 14 h 15 au stade Amédée-Domenech, Brive-la-Gaillarde | 19 mai 2018 à 14 h 15 au stade Amédée-Domenech, Brive-la-Gaillarde |  |  | 26 mai 2019 à 14 h 0 au stade du Hameau, Pau | 26 mai 2019 à 14 h 0 au stade du Hameau, Pau |
|  | 12 mai 2019 à 14 h 15 au stade de la Rabine, Vannes | 12 mai 2019 à 14 h 15 au stade de la Rabine, Vannes | [1] CA Brive                                           | 40                                                     |                                                                    |                                                                    |  |  | 26 mai 2019 à 14 h 0 au stade du Hameau, Pau | 26 mai 2019 à 14 h 0 au stade du Hameau, Pau |
|  | [4] RC Vannes                                       | 50                                                  | [1] CA Brive                                           | 40                                                     |                                                                    |                                                                    |  |  | 26 mai 2019 à 14 h 0 au stade du Hameau, Pau | 26 mai 2019 à 14 h 0 au stade du Hameau, Pau |
|  | [4] RC Vannes                                       | 50                                                  | [4] RC Vannes                                          | 20                                                     |                                                                    |                                                                    |  |  | 26 mai 2019 à 14 h 0 au stade du Hameau, Pau | 26 mai 2019 à 14 h 0 au stade du Hameau, Pau |
|  | [5] Stade montois                                   | 10                                                  | [4] RC Vannes                                          | 20                                                     |                                                                    |                                                                    |  |  | 26 mai 2019 à 14 h 0 au stade du Hameau, Pau | 26 mai 2019 à 14 h 0 au stade du Hameau, Pau |
|  | [5] Stade montois                                   | 10                                                  | 18 mai 2019 à 18 h 30 au stade Charles-Mathon, Oyonnax | 18 mai 2019 à 18 h 30 au stade Charles-Mathon, Oyonnax | [1] CA Brive                                                       | 19                                                                 |  |  |                                              |                                              |
|  | 11 mai 2019 à 20 h 45 au stade Jean-Dauger, Bayonne |                                                     | 18 mai 2019 à 18 h 30 au stade Charles-Mathon, Oyonnax | 18 mai 2019 à 18 h 30 au stade Charles-Mathon, Oyonnax | [1] CA Brive                                                       | 19                                                                 |  |  |                                              |                                              |
|  |                                                     | [3] Aviron bayonnais                                | 18 mai 2019 à 18 h 30 au stade Charles-Mathon, Oyonnax | 18 mai 2019 à 18 h 30 au stade Charles-Mathon, Oyonnax | 21                                                                 |                                                                    |  |  |                                              |                                              |
|  | [3] Aviron bayonnais                                | [3] Aviron bayonnais                                | 18 mai 2019 à 18 h 30 au stade Charles-Mathon, Oyonnax | 18 mai 2019 à 18 h 30 au stade Charles-Mathon, Oyonnax | 21                                                                 | 32                                                                 |  |  |                                              |                                              |
|  | [3] Aviron bayonnais                                | [3] Aviron bayonnais                                | 38                                                     |                                                        |                                                                    | 32                                                                 |  |  |                                              |                                              |
|  | [6] USO Nevers                                      | [3] Aviron bayonnais                                | 38                                                     | 26                                                     |                                                                    |                                                                    |  |  |                                              |                                              |
|  | [6] USO Nevers                                      | [2] Oyonnax rugby                                   | 34                                                     | 26                                                     |                                                                    |                                                                    |  |  |                                              |                                              |
|  |                                                     | [2] Oyonnax rugby                                   | 34                                                     |                                                        |                                                                    |                                                                    |  |  |                                              |                                              |

### Statistiques collectives

#### Classement Pro D2
| Rang | Club                | J  | V  | N | D  | Bo | Bd | Pm  | Pe  | Diff | Pts |
| ---- | ------------------- | -- | -- | - | -- | -- | -- | --- | --- | ---- | --- |
| 1    | CA Brive (R)        | 30 | 19 | 1 | 10 | 6  | 7  | 816 | 556 | +260 | 91  |
| 2    | Oyonnax Rugby (R)   | 30 | 17 | 1 | 12 | 9  | 8  | 811 | 633 | +178 | 87  |
| 3    | Aviron bayonnais    | 30 | 17 | 1 | 12 | 6  | 7  | 719 | 537 | +182 | 83  |
| 4    | RC Vannes           | 30 | 17 | 1 | 12 | 3  | 7  | 671 | 619 | +52  | 80  |
| 5    | Stade montois       | 30 | 16 | 1 | 13 | 6  | 6  | 681 | 599 | +82  | 78  |
| 6    | USO Nevers          | 30 | 16 | 1 | 13 | 6  | 6  | 653 | 589 | +64  | 78  |
| 7    | Biarritz olympique  | 30 | 15 | 1 | 14 | 5  | 7  | 776 | 638 | +138 | 74  |
| 8    | AS Béziers          | 30 | 17 | 1 | 12 | 1  | 3  | 563 | 602 | -39  | 74  |
| 9    | Soyaux Angoulême XV | 30 | 14 | 1 | 15 | 5  | 5  | 614 | 646 | -32  | 68  |
| 10   | Provence Rugby (P)  | 30 | 15 | 0 | 15 | 3  | 5  | 682 | 730 | -48  | 68  |
| 11   | US Carcassonne      | 30 | 14 | 0 | 16 | 3  | 6  | 629 | 703 | -74  | 65  |
| 12   | US Montauban        | 30 | 13 | 1 | 16 | 3  | 7  | 568 | 678 | -110 | 64  |
| 13   | Colomiers Rugby     | 30 | 13 | 0 | 17 | 3  | 6  | 534 | 594 | -60  | 61  |
| 14   | Stade aurillacois   | 30 | 13 | 0 | 17 | 3  | 6  | 552 | 702 | -150 | 61  |
| 15   | US bressane (P)     | 30 | 13 | 1 | 16 | 4  | 2  | 586 | 777 | -191 | 60  |
| 16   | RC Massy            | 30 | 5  | 1 | 24 | 1  | 6  | 499 | 751 | -252 | 29  |

### Statistiques individuelles

#### Statistiques par joueur
(Tableau à jour au 4 juin 2019)
| Joueur                | Poste            | TJ   | Tit. | Rem. | E | T  | P  | D | CJ | CR |
| --------------------- | ---------------- | ---- | ---- | ---- | - | -- | -- | - | -- | -- |
| Thomas Acquier        | Talonneur        | 770  | 8    | 12   | 2 | -  | -  | - | 1  | -  |
| François Da Ros       | Talonneur        | 1351 | 20   | 9    | - | -  | -  | - | 1  | -  |
| Loïck Jammes          | Talonneur        | 519  | 5    | 12   | - | -  | -  | - | -  | -  |
| Karlen Asieshvili     | Pilier           | 305  | 4    | 3    | - | -  | -  | - | -  | -  |
| Demba Bamba           | Pilier           | 1093 | 16   | 3    | 2 | -  | -  | - | -  | -  |
| Soso Bekoshvili       | Pilier           | 463  | 5    | 8    | - | -  | -  | - | 1  | -  |
| Simon-Pierre Chauvac  | Pilier           | 892  | 8    | 16   | 1 | -  | -  | - | 1  | -  |
| Vivien Devisme        | Pilier           | 1215 | 20   | 3    | 2 | -  | -  | - | -  | -  |
| Luka Goginava         | Pilier           | 228  | 1    | 10   | 1 | -  | -  | - | 1  | -  |
| James Johnston        | Pilier           | 674  | 9    | 8    | 1 | -  | -  | - | 1  | -  |
| Cody Thomas           | Pilier           | 410  | 3    | 15   | - | -  | -  | - | -  | -  |
| Richard Fourcade      | Deuxième ligne   | 325  | 3    | 6    | - | -  | -  | - | 1  | -  |
| Damien Lagrange       | Deuxième ligne   | 757  | 12   | 5    | 1 | -  | -  | - | 1  | -  |
| Victor Lebas          | Deuxième ligne   | 576  | 5    | 7    | 3 | -  | -  | - | -  | -  |
| Peet Marais           | Deuxième ligne   | 1969 | 26   | 3    | - | -  | -  | - | 2  | -  |
| Johan Snyman          | Deuxième ligne   | 535  | 7    | 3    | - | -  | -  | - | 1  | -  |
| Jan Uys               | Deuxième ligne   | 652  | 8    | 8    | - | -  | -  | - | -  | -  |
| Steevy Cerqueira      | Troisième ligne  | 147  | 3    | -    | - | -  | -  | - | 2  | -  |
| So'otala Fa'aso'o     | Troisième ligne  | 1521 | 19   | 9    | 8 | -  | -  | - | -  | -  |
| Otar Giorgadze        | Troisième ligne  | 1084 | 14   | 8    | 8 | -  | -  | - | -  | 1  |
| Saïd Hireche          | Troisième ligne  | 1732 | 23   | 3    | 4 | -  | -  | - | 2  | -  |
| Retief Marais         | Troisième ligne  | 1203 | 16   | 3    | 1 | -  | -  | - | -  | -  |
| Peniami Narisia       | Troisième ligne  | 163  | 1    | 4    | - | -  | -  | - | -  | -  |
| Matthieu Voisin       | Troisième ligne  | 1330 | 13   | 12   | 3 | -  | -  | - | 1  | -  |
| Dominiko Waqaniburotu | Troisième ligne  | 1206 | 15   | 8    | 1 | -  | -  | - | 2  | -  |
| David Delarue         | Demi de mêlée    | 429  | 5    | 11   | 2 | -  | -  | - | 1  | -  |
| Vasil Lobzhanidze     | Demi de mêlée    | 735  | 9    | 10   | - | -  | -  | - | -  | -  |
| Samuel Marques        | Demi de mêlée    | 1543 | 19   | 11   | 8 | 7  | 2  | - | -  | -  |
| Enzo Hervé            | Demi d'ouverture | 958  | 13   | 3    | 4 | -  | -  | 1 | 1  | -  |
| Stuart Olding         | Demi d'ouverture | 1941 | 25   | 1    | 4 | 10 | 12 | - | -  | 1  |
| Matthieu Ugalde       | Demi d'ouverture | 573  | 6    | 5    | 2 | -  | -  | - | 1  | -  |
| Sevanaia Galala       | 3/4 centre       | 1953 | 26   | 3    | 8 | -  | -  | - | 1  | 1  |
| Félix Le Bourhis      | Centre           | 1183 | 12   | 10   | 6 | -  | -  | - | 1  | -  |
| Arnaud Mignardi       | Centre           | 1305 | 16   | 10   | 3 | -  | -  | - | 1  | -  |
| Benjamin Petre        | Centre           | 197  | 2    | 3    | 1 | -  | -  | - | 1  | -  |
| Alban Ramette         | Centre           | 31   | -    | 1    | - | -  | -  | - | -  | -  |
| Ken Bikadua           | 3/4 aile         | 172  | 2    | 2    | - | -  | -  | - | -  | -  |
| Axel Müller           | Ailier           | 1069 | 13   | 2    | 2 | -  | -  | - | 2  | -  |
| Guillaume Namy        | Ailier           | 1095 | 15   | 1    | 3 | -  | -  | - | -  | -  |
| Franck Romanet        | Ailier           | 1428 | 19   | 4    | 5 | -  | -  | - | -  | -  |
| Rory Scholes          | Ailier           | 869  | 11   | 2    | 2 | -  | -  | - | -  | -  |
| Joris Jurand          | Arrière          | 544  | 7    | 2    | 1 | -  | -  | - | -  | -  |
| Thomas Laranjeira     | Arrière          | 2100 | 28   | -    | 6 | 53 | 70 | - | -  | -  |
| Pecele Nacebe         | Arrière          | 258  | 3    | 2    | 1 | -  | -  | - | -  | -  |

#### Statistiques par réalisateur
Classement des meilleurs réalisateurs
| Rang | Joueur            | Poste            | Points | Essais | Transf. | Pén. | Drops |
| ---- | ----------------- | ---------------- | ------ | ------ | ------- | ---- | ----- |
| 1    | Thomas Laranjeira | Demi d'ouverture | 346    | 6      | 53      | 70   | -     |
| 2    | Stuart Olding     | Demi d'ouverture | 76     | 4      | 10      | 12   | -     |
| 3    | Samuel Marques    | Demi de mêlée    | 60     | 8      | 7       | 2    | -     |
| 4    | So'otala Fa'aso'o | Troisième ligne  | 40     | 8      | -       | -    | -     |
| -    | Sevanaia Galala   | Centre           | 40     | 8      | -       | -    | -     |
| -    | Otar Giorgadze    | Troisième ligne  | 40     | 8      | -       | -    | -     |
| 7    | Félix Le Bourhis  | Centre           | 30     | 6      | -       | -    | -     |
| 8    | Franck Romanet    | Ailier           | 25     | 5      | -       | -    | -     |
| 9    | Enzo Hervé        | Demi d'ouverture | 23     | 4      | -       | -    | 1     |
| 10   | Saïd Hireche      | Troisième ligne  | 20     | 4      | -       | -    | -     |

#### Statistiques par marqueur
| Rang  | Joueur                | Poste            | Essais     |
| ----- | --------------------- | ---------------- | ---------- |
| 1     | So'otala Fa'aso'o     | Troisième ligne  | 8 essais   |
| 1     | Sevanaia Galala       | Centre           | 8 essais   |
| 1     | Samuel Marques        | Demi de mêlée    | 8 essais   |
| 1     | Otar Giorgadze        | Troisième ligne  | 8 essais   |
| 5     | Thomas Laranjeira     | Arrière          | 6 essais   |
| 5     | Félix Le Bourhis      | Centre           | 6 essais   |
| 7     | Franck Romanet        | Ailier           | 5 essais   |
| 8     | Enzo Hervé            | Demi d'ouverture | 4 essais   |
| 8     | Saïd Hireche          | Troisième ligne  | 4 essais   |
| 8     | Stuart Olding         | Demi d'ouverture | 4 essais   |
| 11    | Vivien Devisme        | Pilier           | 3 essais   |
| 11    | Arnaud Mignardi       | Centre           | 3 essais   |
| 11    | Guillaume Namy        | Ailier           | 3 essais   |
| 11    | Victor Lebas          | Deuxième ligne   | 3 essais   |
| 11    | Matthieu Voisin       | Troisième ligne  | 3 essais   |
| 16    | Demba Bamba           | Pilier           | 2 essais   |
| 16    | David Delarue         | Demi de mêlée    | 2 essais   |
| 16    | Matthieu Ugalde       | Demi d'ouverture | 2 essais   |
| 16    | Thomas Acquier        | Talonneur        | 2 essais   |
| 16    | Axel Müller           | Ailier           | 2 essais   |
| 16    | Rory Scholes          | Ailier           | 2 essais   |
| 22    | Luka Goginava         | Pilier           | 1 essai    |
| 22    | Dominiko Waqaniburotu | Troisième ligne  | 1 essai    |
| 22    | Simon-Pierre Chauvac  | Pilier           | 1 essai    |
| 22    | James Johnston        | Pilier           | 1 essai    |
| 22    | Joris Jurand          | Arrière          | 1 essai    |
| 22    | Damien Lagrange       | Deuxième ligne   | 1 essai    |
| 22    | Benjamin Petre        | Centre           | 1 essai    |
| 22    | Pecele Nacebe         | Arrière          | 1 essai    |
| 22    | Retief Marais         | Troisième ligne  | 1 essai    |
| #     | essai de pénalité     | -                | 2          |
| #     | essai collectif       | -                | 1          |
| Total | -                     | 30 marqueurs     | 100 essais |

### Affluences
Affluences du CA Brive à domicile

## Feuilles de matchs
1. ↑  « Feuille de match Aviron bayonnais - CA Brive », sur lnr.fr (consulté le 19 août 2018).
2. ↑  « Feuille de match CA Brive - US Colomiers », sur lnr.fr (consulté le 25 août 2018).
3. ↑  « Feuille de match Biarritz olympique - CA Brive », sur lnr.fr (consulté le 30 août 2018).
4. ↑  « Feuille de match CA Brive - AS Béziers », sur lnr.fr (consulté le 9 septembre 2018).
5. ↑  « Feuille de match RC Vannes - CA Brive », sur lnr.fr (consulté le 19 août 2018).
6. ↑  « Feuille de match CA Brive - Stade aurillacois », sur lnr.fr (consulté le 9 septembre 2018).
7. ↑  « Feuille de match CA Brive - Soyaux Angoulême XV », sur lnr.fr (consulté le 9 septembre 2018).
8. ↑  « Feuille de match RC Massy - CA Brive », sur lnr.fr (consulté le 12 octobre 2018).
9. ↑  « Feuille de match CA Brive - US Montauban », sur lnr.fr (consulté le 25 octobre 2018).
10. ↑  « Feuille de match CA Brive - USO Nevers », sur lnr.fr (consulté le 3 novembre 2018).
11. ↑  « Feuille de match US Carcassonne - CA Brive », sur lnr.fr (consulté le 8 novembre 2018).
12. ↑  « Feuille de match CA Brive - US Oyonnax », sur lnr.fr (consulté le 18 novembre 2018).
13. ↑  « Feuille de match Stade montois - CA Brive », sur lnr.fr (consulté le 30 novembre 2018).
14. ↑  « Feuille de match Provence rugby - CA Brive », sur lnr.fr (consulté le 6 décembre 2018).
15. ↑  « Feuille de match CA Brive - US bressane »(Archive.org • Wikiwix • Archive.is • Google • Que faire ?), sur lnr.fr (consulté le 15 décembre 2018).
16. ↑  « Feuille de match US Colomiers - CA Brive », sur lnr.fr (consulté le 22 décembre 2018).
17. ↑  « Feuille de match CA Brive - Biarritz olympique », sur lnr.fr (consulté le 11 janvier 2019).
18. ↑  « Feuille de match Soyaux Angoulême XV - CA Brive », sur lnr.fr (consulté le 20 janvier 2019).
19. ↑  « Feuille de match AS Béziers - CA Brive », sur lnr.fr (consulté le 26 janvier 2019).
20. ↑  « Feuille de match CA Brive - RC Massy », sur lnr.fr (consulté le 9 février 2019).
21. ↑  « Feuille de match US Montauban - CA Brive », sur lnr.fr (consulté le 17 février 2019).
22. ↑  « Feuille de match CA Brive - RC Vannes », sur lnr.fr (consulté le 23 février 2019).
23. ↑  « Feuille de match US bressane - CA Brive »(Archive.org • Wikiwix • Archive.is • Google • Que faire ?), sur lnr.fr (consulté le 2 mars 2019).
24. ↑  « Feuille de match CA Brive - Provence rugby », sur lnr.fr (consulté le 16 mars 2019).
25. ↑  « Feuille de match USO Nevers - CA Brive », sur lnr.fr (consulté le 22 mars 2019).
26. ↑  « Feuille de match CA Brive - Stade montois », sur lnr.fr (consulté le 31 mars 2019).
27. ↑  « Feuille de match Stade aurillacois - CA Brive », sur lnr.fr (consulté le 5 avril 2019).
28. ↑  « Feuille de match CA Brive - US Carcassonne », sur lnr.fr (consulté le 13 avril 2019).
29. ↑  « Feuille de match US Oyonnax - CA Brive », sur lnr.fr (consulté le 26 avril 2019).
30. ↑  « Feuille de match CA Brive - Aviron bayonnais », sur lnr.fr (consulté le 5 mai 2019).
31. ↑  « Feuille de match CA Brive - RC Vannes », sur lnr.fr (consulté le 19 mai 2019).
32. ↑  « Feuille de match CA Brive - Aviron bayonnais », sur lnr.fr (consulté le 28 mai 2019).
33. ↑  « Feuille de match CA Brive - FC Grenoble »(Archive.org • Wikiwix • Archive.is • Google • Que faire ?), sur lnr.fr (consulté le 4 juin 2019).